# 魏越
魏 越（ぎ えつ、生没年不詳）は、中国後漢時代末期の武将。

## 事跡
| 姓名         | 魏越     |
| 時代         | 後漢時代 |
| 生没年       | 〔不詳〕 |
| 字・別号     | 〔不詳〕 |
| 出身地       | 〔不詳〕 |
| 職官         | 〔不詳〕 |
| 爵位・号等   | -        |
| 陣営・所属等 | 呂布     |
| 家族・一族   | 〔不詳〕 |

呂布配下の将。『三国志』魏書呂布伝・『後漢書』呂布伝に、その名が散見される。
呂布は長安から追われて後、袁紹と共に常山で張燕と戦った。呂布が、僅か数十騎で1日に3・4回も張燕の本陣に突撃を加えた時、魏越は成廉と常に呂布の傍らにあった。このような戦い振りを10日余り続けた末、ついに張燕軍を大破している。これ以降、魏越の名は史書に見当たらない。
『後漢書』呂布伝では、勇将ないしは猛将を意味する「健将」との表現がある。小説『三国志演義』の呂布配下の八健将の1人（序列第6位）である魏続との関係は不明。